# Opojení dusíkem
Opojení dusíkem je efekt, ke kterému může dojít při přístrojovém potápění, nejčastěji v hloubkách pod 35 m.
Příčinou je, že kvůli vysokému tlaku dýchací směsi se zvyšuje narkotický účinek dusíku. Intenzita závisí na hloubce, rychlosti zanoření, dýchacím odporu, podchlazení, únavě a dalších faktorech. Příznaky jsou velmi podobné jako u alkoholu (ztráta koncentrace, zpomalené reakce, otupělost, ztráty paměti a ospalost). Pokud potápěč zůstane ve stejné hloubce, symptomy se většinou zhoršují a mohou vyústit až v bezvědomí, pokud ale potápěč vystoupá o 5 a více metrů, hloubkové opojení ihned ztratí svůj účinek, často se ale stává, že si potápěč nic nepamatuje. Nástup hloubkového opojení bývá často těžké zpozorovat, ale průběh hloubkového opojení se nedá přehlédnout, někteří potápěči dávají dýchat rybám, dělají andělíčky v písku na dně, nebo provádějí jiné hlouposti.